# Harriet E. Wilson
Harriet E. Wilson, född Adams 1825 i Milford i New Hampshire, död 28 juni 1900 i Quincy i Massachusetts, var en amerikansk författare och en av de första afroamerikaner att publicera en roman. I sin första och enda bok, Our Nig: Sketches from the Life of a Free Black skildrar hon en svart kvinnas liv som kontraktstjänare hos en vit familj.

## Biografi
Inte mycket är känt om Wilsons liv eftersom det inte blev föremål för forskning förrän hennes författarskap återupptäcktes på 1980-talet. Hennes far var troligtvis New Ipswichbon Charles Adams. Hon övergavs av föräldrarna som sexåring och växte upp som kontraktstjänare hos den förmögna familjen Hayward i Milford fram till det att hon fyllde 18 år. Den 6 oktober 1851 gifte hon sig med Thomas Wilson som dock lämnade henne strax innan deras son George Mason Wilson föddes i juni 1852. Hon led av ekonomiska svårigheter, vilket blev motivationen till att skriva och ge ut romanen Our Nig; den publicerades anonymt den 5 september 1859 av det Bostonbaserade förlaget George C. Rand & Avery. Ett halvår senare avled sonen.
Under senare hälften av sitt liv var Harriet E. Wilson bosatt i Boston där hon var aktiv inom den spiritistiska rörelsen och bland annat arbetade som medium.

## Författarskap
Wilsons enda kända verk, romanen Our Nig, gavs ut 1859. Under en lång tid antogs den vara skriven av en vit författare och tilldrog sig föga uppmärksamhet. Wilsons identitet och pionjärposition inom den afroamerikanska litteraturhistorien fastställdes inte förrän på 1980-talet då boken återupptäcktes av professor Henry Louis Gates. Litteraturforskaren William L. Andrews och historikern Mitch Kachun menar dock att Our Nig är en självbiografi i romanform, och att den första romanen av en svart kvinna istället bör anges som Julia C. Collins The Curse of Caste; or The Slave Bride (1865).